# Охлократия
Охлокра́тия (др.-греч. ὀχλοκρατία от ὄχλος «толпа» + κράτος «власть» — господство черни или толпы) — вырожденная форма демократии, основанная на меняющихся прихотях толпы (охлоса), постоянно попадающей под влияние демагогов-политиков, где демагогия, тирания большинства и господство страсти преобладают над разумом.
Охлократия, исполненное деспотизма господство черни, противополагалась в греческих теориях политии или демократии, как её извращённый вид, характерна для переходных и кризисных периодов, переворотов (революций).

## История
Термин введён Полибием. Аристотель описывает Афины при Перикле и позднее как охлократию, ибо тогда господствовала чернь; люди знатного происхождения систематически устранялись от участия в делах управления, при назначении на должность решающую роль играла жеребьёвка; неизбежным результатом такой системы являлся деспотизм по отношению к союзникам и беспорядки в управлении. Между тем другие писатели видят в Афинах образец чистой демократии (в позднейшем смысле этого слова).
Признаки охлократии можно найти в Римской империи, где армия возводила на престол и свергала с него по своему усмотрению, хотя государственные учреждения тогда были монархическими.
С больши́м основанием можно назвать охлократией государственное устройство Франции в некоторые моменты Великой французской Революции и в первые дни после революции 1848 года, когда толпа выбирала всех важнейших должностных лиц. Многие указывают на Парижскую коммуну 1871 года как на охлократию; но правильная система всенародного голосования, господствовавшая там, делает это указание в значительной степени произвольным, хотя несомненно, что отдельные факты, как расстрел генералов Леконта и Тома, были актом воли толпы.
Вообще охлократия в наиболее точном смысле слова может существовать только весьма непродолжительное время, причём чаще всего является промежуточной формой в бурные времена после падения старого порядка и до замены его новым, более или менее организованным.

## Современность
В современном мире охлократия практически не рассматривается как самостоятельная форма осуществления политической власти, но она существенно дополняет политические режимы, находящиеся в кризисном или переходном периоде.